# Lansing Ignite
Der Lansing Ignite Football Club, kurz Lansing Ignite, war ein US-amerikanisches Fußball-Franchise der USL League One aus Lansing, Michigan.
Die 2018 gegründete Mannschaft Lansing Ignite spielte eine Saison in der USL League One, der dritthöchsten Liga in den USA.

## Geschichte
Von 2014 bis 2018 war in Lansing die Mannschaft Lansing United aktiv. Diese spielte bis 2017 in der National Premier Soccer League. Zur Saison 2018 wechselte man in die Premier Development League, welche von United-Soccer-Leagues-Organisation betrieben wurde. Damit sollte ein weiterer Schritt in Richtung einer professionellen Fußballmannschaft erreicht werden.
Bereits 2017 begann die USL mit der Suche nach neuen Standorten für die Gründung einer neuen Liga. Hierbei kam auch Lansing in Betracht. Im September 2018 gaben die Besitzer des Minor-League Baseball Teams Lansing Lugnuts bekannt ein Fußball-Franchise in der Stadt gründen zu wollen, welches auch in deren Stadion spielen wird. Die Stadt gab den Plänen zum Umbau des Stadions statt. Somit konnte Lansing Ignite gegründet werden und Lansing United wurde daraufhin aufgelöst. Der bisherige Besitzer von United, Jeremy Sampson, wurde neuer General Manager des Franchises.
Am 19. März 2019 gab Ignite eine Partnerschaft mit dem Major-League-Soccer-Klub Chicago Fire bekannt.
Die erste Saison schloss die Mannschaft mit dem 2. Platz in der Regular Season ab. In den anschließenden Play-offs unterlag man im Halbfinale gegen Greenville Triumph.
Am 21. Oktober 2019 gab das Franchise bekannt, den Spielbetrieb nach nur einer Saison wieder einzustellen.

## Statistik

### Saisonstatistik
| Jahr | Ligenstufe | Liga           | Reg. Season | Playoffs   | U.S. Open Cup |
| ---- | ---------- | -------------- | ----------- | ---------- | ------------- |
| 2019 | 3          | USL League One | 2. Platz    | Halbfinale | 2. Runde      |